# Ρ因子
ρ因子（ρ factor，或記作Rho factor）是指在细胞遗传学当中，是一种参与转录终止的原核蛋白。ρ因子与转录终止子暂停位点结合，后者是缺乏明显二级结构的富含C/贫含G的序列的开放阅读框后的单链RNA（一个有72个核苷酸的区段）的暴露区域。
ρ因子是原核生物中必需的转录蛋白。 在大肠杆菌中，它是有相同亚基的~274.6kD的六聚体。 每个亚基具有RNA结合结构域和ATP水解结构域。 ρ是ATP依赖性六聚体螺旋酶家族的成员，其通过将核酸包裹在围绕整个六聚体延伸的单个裂口周围起作用。 ρ作为RNA聚合酶的辅助因子起作用。
于1969年在大肠杆菌中发现。分子质量为2.0×105 Da。它能识别终止信号，水解各种核苷三磷酸，使得新产生的RNA从三元转录复合物中解离出来，进而停止转录。
2009年大约有200个ρ终止基因座（Rho-terminated loci）通过ChIP-chip实验被验证。